# Michelle Thorne (activista)
Michelle Thorne es una activista de la cultura de Internet y justicia climática radicada en Berlín, Alemania. Es conocida por su liderazgo de iniciativas comunitarias en Mozilla y previamente en Creative Commons. Su trabajo se centra en la apertura de conocimientos y en las implicaciones sociales y planetarias de las nuevas tecnologías.
Es directora sénior de programas para el equipo de becas y premios de la Fundación Mozilla y editora de Branch , una revista digital galardonada.

## Orígenes y formación
Thorne creció en Heidelberg, Alemania. Obtuvo su licenciatura summa cum laude sobre Pensamiento Social Crítico y Estudios Alemanes del Mount Holyoke College, Massachusetts, EE. UU., donde publicó una tesis con honores sobre autoría, originalidad y el derecho de autor estadounidense.

## Carrera
Trabajó como gerente de proyectos internacionales para Creative Commons de 2007 a 2011 y se unió a la Fundación Mozilla como estratega de eventos globales en 2011. Organizó el Drumbeat Festival y las primeras ediciones del Mozilla Festival, que creció hasta convertirse en la mayor reunión anual de la comunidad de Mozilla.
Es coautora del libro Understanding the Connected Home: Thoughts on living in tomorrow's connected home en 2016 (2.ª edición) y fue cofundadora de Mozilla's Open IoT Studio ese mismo año, el cual evolucionó para convertirse en un programa de doctorado sobre salud del Internet con la Universidad de Northumbria llamado OpenDoTT en 2018. Como parte de su trabajo en Mozilla, cofundó la revista Ding en 2017 junto a Jon Rogers.
Thorne fue fundadora de la Awesome Foundation Berlin, la cual ya no está activa.
En 2020, creó la revista en línea Branch para reunir personas y pláticas sobre cómo lograr que Internet sea más sostenible para el medioambiente. También trabaja como oficial sénior de programas para el equipo de becas y premios de Mozilla. Además, Thorne es actualmente asesora sénior de la Green Web Foundation, una organización enfocada en la justicia climática relacionada con el Internet.

## Honores y premios
- 2021: Premio Ars Electronica a la Humanidad Digital por la revista online Branch[2]

### Libros
- Thorne, Michelle; Bihr, Peter (2016). Understanding the Connected Home: Thoughts on living in tomorrow's connected home (2.ª edición)

### Artículos
- Rogers, Jon; Clarke, Loraine; Skelly, Martin; Taylor, Nick; Thomas, Pete; Thorne, Michelle; Raj, Romit; Wallace, Jayne; George, Babitha; Shorter, Mike. Prototyping Things: Reflecting on Unreported Objects of Design Research for IoT (2021)[13]
- Jansen, Fieke; Thorne, Michelle (2020) Trustworthy AI and the Climate Crisis – Towards Better Policies in the EU, The State of Responsible IoT, Lancaster University
- Rogers, Jon; Clarke, Loraine; Skelly, Martin; Taylor, Nick; Thomas, Pete; Thorne, Michelle; Larsen, Solana; Odrozek, Katarzyna; Kloiber, Julia; Bihr, Peter; Jain, Anab; Arden, Jon; von Grafenstein, Max (2019) Our friends electric: Reflections on advocacy and design research for the voice enabled internet, Proceedings of the 2019 CHI Conference on Human Factors in Computing SystemsMay 2019 Paper No.: 114 (Pages 1–13)[14]
- Thorne, Michelle (August 2014). How You Run a Meeting Says a Lot About Your Values: Participatory Practices for Open Communities, OpenSym '14: Proceedings of The International Symposium on Open Collaboration[15]
- Thorne, Michelle et al. book sprint(2011) An Open Web. FLOSS Manuals, ARTE Creative.[16]
- Thorne, Michelle; Cobcroft, Rachel (2009) Capturing the Commons: (Ways Forward for) The CC Case Studies Initiative" (PDF), Free Culture Research Workshop, Berkman Klein Center, Harvard Law School.

### Ponencias
Thorne organiza regularmente eventos y da charlas sobre los bienes comunes, el diseño abierto y el consumo colaborativo.
Sus desafíos de diseño para objetos compartibles fueron citados por Bruce Sterling. También fue entrevistada en la película The Future of Art .